# Gérard Romsée
Gérard Romsée, né à Guigoven le 11 octobre 1901 et mort à Woluwe-Saint-Pierre le 14 avril 1975, était un homme politique belge et un militant flamand qui devint gouverneur du Limbourg, après le début de la Seconde Guerre mondiale. En avril 1941, il fut nommé secrétaire général de l'Intérieur et de la Santé. Ainsi, et pendant l'occupation allemande, il appartint au comité de secrétaires généraux qui dirigeait de fait le pays en l'absence d'un gouvernement belge. Il appartenait à l'aile favorable à une collaboration poussée avec les Allemands, une position qui lui valut une condamnation pour collaboration après la guerre.

## Biographie
Gérard Lambert Marie Ghislain Romsée nait en 1901, dans une famille de « gentlemen-farmers » de Guigoven, au sud du Limbourg belge. Dans sa jeunesse, Romsée était un patriote belge et un francophile. Sa famille du côté paternel était originaire de Liège et sa mère d'une famille de propriétaires terriens. Comme c'était le cas pour nombre de familles, le français était leur langue véhiculaire. La famille Romsée se profilait comme particulièrement patriote et monarchiste. Jusqu'à l'âge de douze ans, Gérard Romsée, comme ses frères, bénéficia d'un enseignement privé.
Au collège Notre-Dame de Tongres, Romsée fut un des cofondateurs d'un petit club de jeunes patriotes, De Zwarte Hand (La Main noire). Ce n'est qu'à l'âge de quinze ans qu'il devint flamingant sous l'influence de prêtres enseignants favorables à la cause flamande.
En 1920, il commença ses études de droit et de philosophie thomiste à l'université catholique de Louvain, où il devint membre de plusieurs organisations estudiantines catholiques flamandes et où il milita en faveur du droit à l'enseignement en néerlandais. Des confrontations estudiantines avec les Wallons belgicains ayant dégénéré en bagarres, Romsée fut renvoyé de l'Université, ce qui causa une rupture avec sa famille. Soutenu financièrement par des membres du clergé partageant ses opinions et par le Boerenbond belge, il passa ses examens devant le jury central. Il obtint les diplômes de docteur en droit et de licencié en philosophie.
Lors des élections législatives du 26 mai 1929, il fut élu député sur la liste du parti catholique populaire flamand limbourgeois, le Katholieke Vlaamsche Volkspartij. Ce parti, très catholique, était partisan d'une réforme fédéraliste de l'État, tout en rejetant le nationalisme flamand. À partir de 1936, le parti se développa et devint le deuxième parti politique de la province du Limbourg. Il se joignit au Vlaamsch Nationaal Verbond (VNV, la Ligue nationale flamande), formé depuis peu. De ce fait, Romsée devint l'une des figures de proue du mouvement nationaliste flamand. Il contribua à conduire son parti vers une position ultranationaliste sur l'échiquier politique. Il se prononça en faveur de l'Ordre nouveau et d'une société organisée sur le modèle corporatif. À la fin des années 1930, son parti fut absorbé par le VNV de Staf de Clercq. Romsée devint le chef du groupe VNV à la Chambre et membre du conseil de direction du parti. Il s'y rangea parmi les modérés.
Au cours de l'été 1940, après la campagne des 18 jours, Gérard Romsée joua un rôle dans les tentatives de créer un nouveau modèle d'État autoritaire et un nouveau gouvernement, éventuellement dirigé par le roi Léopold III. Au mois d'août 1940, il fut nommé gouverneur de Limbourg et, en avril 1941, secrétaire général de l'Intérieur et de la Santé. Cette dernière nomination faisait de lui l'un des acteurs majeurs de la prise de pouvoir de l'Ordre nouveau en Belgique pendant l'occupation. Dès sa nomination en tant que gouverneur, il s'éloigna formellement du VNV, bien qu'il ne démissionnât jamais du parti. Dès le début, sa politique visait de toute façon à la création d'un Ordre nouveau inspiré du national-socialisme et continua à être considéré comme un représentant important du VNV.
Son frère Raymond (1907-1998) a toujours conservé l'éducation transmise par leurs parents. Il n'a jamais pris part à la collaboration et a toujours cru en la future défaite allemande.
Début septembre 1944, Romsée prit la fuite et trouva refuge en Autriche. De retour en Belgique en mai 1945, il fut condamné à mort. Toutefois, cette peine fut commuée en appel en réclusion à perpétuité. En 1948, cette peine fut réduite à vingt ans. Six ans plus tard, il bénéficia d'une libération anticipée, suivie, le 22 juin 1966, d'une réhabilitation.
À la libération, en septembre 1944, son frère Paul et quatre autres collaborateurs furent conduits devant un peloton d'exécution et fusillés, sans autre forme de procès, dans la cour de la prison de Tongres,,.
Après la guerre, Romsée s'abstint de tout rôle politique, y compris au sein du mouvement flamand. Il resta pourtant en contact avec d'autres anciens élus du VNV.
Sa petite-fille, Marie-Pierre Moulin-Romsée (née en 1973), dentiste à Lommel, a été candidate sur la liste du parti nationaliste flamand, la N-VA (Nouvelle Alliance flamande), pour le Parlement flamand en 2009 et pour le Sénat en 2010. Elle déclara que, depuis plusieurs années, elle désirait s'engager dans la politique à l'instar de son grand-père :

« Aujourd'hui encore, la Flandre doit acheter sa liberté et ses droits par voie de compensations financières. Les soins de santé dans notre pays ont besoin d'une réforme en profondeur. Je veux m'investir dans cette cause en particulier. »

## Sources, notes et références
1. ↑  Nieuwe Encyclopedie van de Vlaamse Beweging (Nouvelle Encyclopédie du mouvement flamand).
2. ↑  Le Katholiek Vlaams Hoogstudentenverbond.
3. ↑  Nico WOUTERS, Oorlogsburgemeesters 40/44: lokaal bestuur en collaboratie in België, Tielt, Lannoo, 2004 (Les Bourgmestres pendant l'occupation 1940-1944 : gouvernance locale et collaboration en Belgique).
4. ↑  Ajout par Bernard Romsée, petit-fils de raymond
5. ↑  Jos BOUVEROUX, Terreur in oorlogstijd - Het Limburgse drama, Anvers, De Nederlandsche Boekhandel, 1984 (La Terreur en temps de guerre : le drame du Limbourg).
6. ↑  Evrard RASKIN, Een ongewone man. Een ongewoon leven, Anvers, Hadewijch, 1995 (Un homme hors du commun : une vie hors du commun).
7. ↑  Bruno DE WEVER, Greep naar de macht, Lannoo, 1994 (La Prise du pouvoir).